# Полоз-заменіс
Полоз-заменіс (Zamenis) — рід змій родини полозових (Colubridae), поширених в Європі та  Західній Азії. Описано 6 видів. Умовно отруйні змії (реальної небезпеки для людини не становлять).

## Опис
Загальна довжина представників цього роду коливається від 70 до 200 см. За будовою голови та тулуба досить схожі на види з родів лазячий та стрункий полози. Голова коротка, дещо сплощена, слабко відокремлена від тулуба шиєю. Хвіст досить короткий. Зуби на верхній щелепі розташовані у вигляді безперервного ряду й мають майже однакову величину. Передні нижньощелепні зуби довші ніж задні. 
Шкіра має коричневе, буре або сіре забарвлення з різними відтінками. На основному фоні є яскравіші смуги або лінії.

## Поширення
Представники роду мешкають в Європі та  Західній Азії.

## Особливості біології
Населяють кам'янисті, скелясті місцевості, передгір'я, середземноморські ландшафти. Ведуть наземний або напівдеревний спосіб життя. Активні переважно вдень. 
Живляться гризунами, дрібними птахами, їх пташенятами та яйцями. 
Представники роду належать до яйцекладних змій. Самиці відкладають до 20 яєць.

## Практичне значення
Всі представники роду виробляють відносно малотоксичну слину, яку використовують під час полювання на свою здобич. Отрута діє переважно на холоднокровних тварин. При певних умовах вони можуть становити небезпеку, якщо в результаті укусу отрута потрапить до організму людини. Отрута може призводити до легкого ступеня отруєння, симптоми якого, як правило, через кілька днів зникають. Найнебезпечнішим серед них вважається найбільший представник роду – полоз ескулапів (Zamenis longissimus)

## Систематика
Станом на 2024 рік описано 6 видів:
- Zamenis hohenackeri — Полоз закавказький
- Zamenis lineata
- Zamenis longissimus — Полоз ескулапів
- Zamenis persicus — Полоз перський
- Zamenis scalaris — Полоз сходовий
- Zamenis situla — Полоз леопардовий

Типовим видом роду Zamenis WAGLER 1830 є вид "Coluber aesculapi LACEPEDE 1789" .